# Cándido Rivera y Rivera
Blahoslavený Cándido Rivera y Rivera, řeholním jménem Pedro (3. září 1912, Villacreces – 6. září 1936, dálnice L'Arrabassada), byl španělský římskokatolický kněz, řeholník Řádu menších bratří konventuálů a mučedník.

## Život
Narodil se 3. září 1912 ve Villareces.
Roku 1925 vstoupil do františkánského konventu v Barceloně a při časných slibech přijal jméno Pedro. V Barceloně začal studovat filosofii, kterou dokončil v italském Ósimu. Teologická studia získal v Římě, kde také roku 1933 složil své věčné sliby a o dva roky později byl vysvěcen na kněze. Poté se vrátil do Španělska, kde byl v Granollers jmenován kvardiánem po otci bl. Dionisiovi Vicentovi Ramosovi, který oslepl.
Když v červenci roku 1936 vypukla španělská občanská válka a katolická církev byla pronásledována, otec Pedro se 19. července uchýlil k přátelům nedaleko kláštera. Přes den se měl skrývat ve vinicích.
Dne 25. července byl zajat a uvězněn. Jeden z vězňů byl přítelem vedoucího výboru a díky tomu se několik vězňů včetně otce Pedra za dva dny dostalo na svobodu. V den, kdy jej zatkli, byl rozhodnut před svou smrtí zvolat "Ať žije Kristus král". Poté se otec připojil k dělníkovi, který pracoval v jejich klášteře. Dne 15. srpna odešel do Barcelony.
Dne 22. srpna byl znovu zatčen. Odešel do vězení dobrovolně.
Dne 6. září 1936 byl zastřelen na dálnici L'Arrabassada.
Jeden z určitých zdrojů uvádí že byl odvezen do Montcady, kde byl vhozen do studny či zastřelen a pohřben na hřbitově.[zdroj?] Další zdroj uvádí že jeho tělo bylo zaživa vhozeno ke stovkám prasat a ta jej sežrala.[zdroj?]

## Proces blahořečení
Proces blahořečení byl zahájen 15. října 1953 v arcidiecézi Barcelona a to spolu s dalšími pěti spolubratry františkány konventuály.
Dne 26. března 1999 uznal papež sv. Jan Pavel II. jejich mučednictví. Blahořečeni byli 11. března 2001 ve skupině José Aparicio Sanz a 232 společníků.